# Maegok-myeon
Maegok-myeon (koreanska: 매곡면) är en socken i kommunen Yeongdong-gun i provinsen Norra Chungcheong i den centrala delen av Sydkorea, 180 km sydost om huvudstaden Seoul.